# Antalis berryi
Antalis berryi is een Scaphopodasoort uit de familie van de Dentaliidae. De wetenschappelijke naam van de soort is voor het eerst geldig gepubliceerd in 1948 door Smith & Gordon.